# De tirannie van Eufrazie
De tirannie van Eufrazie is het 48ste album in de stripreeks De avonturen van Urbanus. Het album werd getekend door Willy Linthout.

## Plot
In dit verhaal worden dankzij Jef Patat de vrouwen de baas in Tollembeek. De mannen moeten de huishoudelijke taken opknappen en de vrouwen worden zowat de koningin in het huis. Eufrazie zwaait de plak in dit album, Cezar is telkens de kop van jut.